# 타이거 디스코
타이거 디스코(Tiger Disco, 1986년 음력 4월 9일 ~ )는 대한민국의 디스크 자키, 비디오 자키, 방송인이다. 2014년 5월 31일, 레인보우 아일랜드와 2017년 8월 13일, 펜타포트 락 페스티벌에 각기각기 참가하여 국제적인 이름을 알렸다.

## 출연작

### TV 프로그램
- 2013년 SBS TV 《놀라운 대회 스타킹》

### 라디오 프로그램
- 2016년 EBS FM 《청소년 소통 프로젝트 경청》

## 학력
- 한국조리과학고등학교